# アドルフ・ル・ヒトラー・マラク
アドルフ・ル・ヒトラー・マラク（Adolf Lu Hitler Marak、c. 1958年 - ）は、インドのメーガーラヤ州の政治家。国民会議党に所属しており、メーガーラヤ州の森林環境担当相を務めたこともある。
2003年2月の選挙で議席を失い、2003年6月27日には武装組織であるアチク民族義勇兵評議会との関係があったとされ逮捕された。一ヶ月後、保釈金を払い、自由の身となった。
2008年に行われた選挙では300票の僅差でゼニス・M・サングマに敗北した。この選挙で彼がその名前から好奇心で投票されることを避けるために、ほかの地元の政治家もレーニン・R・マラク、スターリン・L・ナンミン、フランケンシュタイン・W・モミン、トニー・カーティス・リンドなどの名前で出馬した。
地元の新聞紙ヒンドゥスタン・タイムズ（Hindustan Times）に「私の両親は多分アドルフ・ヒトラーの名前が好きで私に名づけたのでしょう。私は名前に満足していますが、独裁的な政治思想は全くありません」と語った。